# Holger Erler
Holger Erler (* 21. März 1950 in Hohndorf) ist ein ehemaliger deutscher Fußballspieler und -trainer.

## Sportliche Laufbahn
Holger Erler spielte in seiner Jugend von 1957 bis 1968 bei der BSG Lokomotive Hohndorf. Von 1968 bis 1970 schnürte er während seiner NVA-Zeit die Stiefel für die ASG Vorwärts Marienberg. 1970 wechselte der damals 20-jährige Erler zu Wismut Aue und spielte dort bis zum Sommer 1985. Am 22. Februar 1986 wurde er vor dem Oberligaspiel gegen Dynamo Dresden (1:1), zusammen mit seinem langjährigen Teamkollegen Jürgen Escher, feierlich verabschiedet. Bereits ab Herbst 1985 ließ er seine Karriere in der zweitklassigen Liga bei der BSG Wismut Gera ausklingen, kam dabei in der Spielzeit 1985/1986 auf sieben Tore in 22 Partien für die andere Wismut-Elf.
In der DDR-Oberliga bestritt der Mittelfeldspieler für die Veilchen 359 Spiele und erzielte dabei 78 Tore; insgesamt bestritt er 418 Pflichtspiele für den Verein. Damit war Erler lange Zeit der Rekordspieler der Auer, ehe seine Anzahl an Spielen 2021 von Martin Männel übertroffen wurde. In der Liste der DDR-Oberligaspieler mit den meisten Spielen belegt er den zehnten Rang. Er war zu seiner Zeit einer der besten Mittelfeldspieler der DDR. Die damalige Regelung des DFV, die insbesondere in den 1970er-Jahren Akteuren aus Betriebssportgemeinschaften den Weg – der Zwickauer Torhüter Jürgen Croy bildete aufgrund seiner Klasse die Ausnahme – in die DDR-Auswahlmannschaften verwehrte, könnte einen Grund darstellen, dass Holger Erler keine Länderspiele bestritt.

## Trainerlaufbahn
Nach seiner Laufbahn als aktiver Fußballspieler wurde Holger Erler 1986 Trainer der Junioren-Oberliga-Mannschaft und später in anderen Nachwuchsmannschaften von Wismut Aue. Seit 1998 war er Co-Trainer beim FC Erzgebirge Aue. Zuerst assistierte er Frank Lieberam und ab 1. Juli 1999 Gerd Schädlich. Zwischen der Entlassung von Lieberam und dem Engagement von Schädlich fungierte Erler vom 8. März 1999 bis 30. Juni 1999 als Interimstrainer der Mannschaft. Nach dem Rücktritt von Gerd Schädlich im Dezember 2007 wechselte Erler zunächst in die Jugend des Vereins. Ab dem 1. Juli 2008 war er bis Anfang 2010 Trainer der zweiten Mannschaft des FC Erzgebirge in der Oberliga.